# Tesla Note
Tesla Note (テスラノート?, Tesura Nōto) è un manga shōnen scritto da Masafumi Nishida e Tadayoshi Kubo e disegnato da Kouta Sannomiya, serializzato sul Weekly Shōnen Magazine di Kōdansha a partire dal 6 gennaio 2021 al 13 aprile 2022. Dal 16 aprile 2021 al 17 giugno 2022, il manga viene raccolto in 7 volumi tankōbon. Una serie anime prodotta dallo studio Gambit è andata in onda nel 2021.

## Personaggi
Botan Negoro (根来牡丹?, Negoro Botan)
Doppiata da: Konomi Kohara
Kuruma (クルマ?, Kuruma)
Doppiato da: Tatsuhisa Suzuki
Tatsuhisa Suzuki (高松隆之介?, Takamatsu Ryūnosuke)
Doppiato da: Tomoaki Maeno
Mickey Miller (ミッキー・ミラー?, Mikkī Mirā)
Doppiato da: Jun'ichi Suwabe
Oliver Thornton (オリバー・ソーントン?, Oribā Sōnton)
Doppiato da: Hiroshi Kamiya

## Media

### Manga
Il manga è scritto da Masafumi Nishida e Tadayoshi Kubo e disegnato da Kouta Sannomiya. Dopo l'annuncio a dicembre che lo sceneggiatore Masafumi Nishida sarebbe stato tra gli autori dell'opera, il manga inizia la serializzazione il 6 gennaio 2021 sul Weekly Shōnen Magazine. Ad aprile dello stesso anno, il manga ha iniziato ad essere raccolto in volumi tankōbon.

#### Volumi
| Nº | Data di prima pubblicazione | Data di prima pubblicazione | Data di prima pubblicazione |
| Nº | Giapponese                  | Giapponese                  |                             |
| -- | --------------------------- | --------------------------- | --------------------------- |
| 1  | 16 aprile 2021              | ISBN 978-4-06-522983-5      |                             |
| 2  | 17 giugno 2021              | ISBN 978-4-06-523586-7      |                             |
| 3  | 16 settembre 2021           | ISBN 978-4-06-524840-9      |                             |
| 4  | 15 ottobre 2021             | ISBN 978-4-06-525142-3      |                             |
| 5  | 17 gennaio 2022             | ISBN 978-4-06-526287-0      |                             |
| 6  | 15 aprile 2022              | ISBN 978-4-06-527537-5      |                             |
| 7  | 17 giugno 2022              | ISBN 978-4-06-528181-9      |                             |

### Anime
Ad aprile 2021, la casa editrice Kōdansha annuncia che il manga riceverà un adattamento animato, rivelando parte dello staff e del cast dell'anime. Prodotta da Gambit, la serie è diretta da Michio Fukuda, con Masafumi Nishida che si occupa della sceneggiatura, POKImari che si occupa del character design e Kaoru Wada che si occupa della colonna sonora. La serie è andata in onda dal 3 ottobre al 26 dicembre 2021 su Toxyo MX e BS11.